# Grand Prix Formule 1 van Mexico 1966
De Grand Prix Formule 1 van Mexico 1966 werd gehouden op 23 oktober op het Magdalena Mixhuca Circuit in Mexico-Stad. Het was de negende en laatste race van het seizoen.

## Uitslag
| Pos. | Nr. | Coureur         | Constructeur    | Rondes | Tijd / Oorzaak uitval | Grid | Punten |
| ---- | --- | --------------- | --------------- | ------ | --------------------- | ---- | ------ |
| 1    | 7   | John Surtees    | Cooper-Maserati | 65     | 2:06:35.34            | 1    | 9      |
| 2    | 5   | Jack Brabham    | Brabham-Repco   | 65     | + 7.88                | 4    | 6      |
| 3    | 6   | Denny Hulme     | Brabham-Repco   | 64     | + 1 Ronde             | 6    | 4      |
| 4    | 12  | Richie Ginther  | Honda           | 64     | + 1 Ronde             | 3    | 3      |
| 5    | 15  | Dan Gurney      | Eagle-Climax    | 64     | + 1 Ronde             | 9    | 2      |
| 6    | 22  | Jo Bonnier      | Cooper-Maserati | 63     | + 2 Rondes            | 12   | 1      |
| 7    | 2   | Peter Arundell  | Lotus-BRM       | 61     | + 4 Rondes            | 17   |        |
| 8    | 14  | Ronnie Bucknum  | Honda           | 60     | + 5 Rondes            | 13   |        |
| NF   | 11  | Pedro Rodriguez | Lotus-BRM       | 49     | Differentieel         | 8    |        |
| NF   | 17  | Bruce McLaren   | McLaren-Ford    | 40     | Motor                 | 14   |        |
| NF   | 19  | Jo Siffert      | Cooper-Maserati | 33     | Ophanging             | 11   |        |
| NF   | 8   | Jochen Rindt    | Cooper-Maserati | 32     | Ophanging             | 5    |        |
| NF   | 10  | Innes Ireland   | BRM             | 28     | Transmissie           | 16   |        |
| NF   | 4   | Jackie Stewart  | BRM             | 26     | Olielek               | 10   |        |
| NF   | 16  | Bob Bondurant   | Eagle-Weslake   | 24     | Brandstofsysteem      | 18   |        |
| NF   | 3   | Graham Hill     | BRM             | 18     | Motor                 | 7    |        |
| NF   | 1   | Jim Clark       | Lotus-BRM       | 9      | Versnellingsbak       | 2    |        |
| NF   | 9   | Moises Solana   | Cooper-Maserati | 9      | Oververhitting        | 15   |        |

## Statistieken
| Pole-position | John Surtees   | Lotus-Maserati | 1:53.18 |
| Snelste ronde | Richie Ginther | Honda          | 1:53.75 |

## Noot
- Derde snelste ronde voor Richie Ginther en de eerste sinds de Grote Prijs van België van 1961 - 53 Grands Prix ervoor. Dit was tot dan toe de grootste tijdspanne tussen twee snelste rondes door dezelfde coureur.
- Dit was de vijfde Grand Prix-winst voor John Surtees.
- Derde wereldtitel voor Jack Brabham en voor een Australische coureur. Hiermee evenaarde Brabham het record van Juan Manuel Fangio (1955).

1962 · 1963 · 1964 · 1965 · 1966 · 1967 · 1968 · 1969 · 1970 · 1986 · 1987 · 1988 · 1989 · 1990 · 1991 · 1992 · 2015 · 2016 · 2017 · 2018 · 2019